# Kết quả tìm kiếm tự nhiên
Trong các công cụ tìm kiếm web, kết quả tìm kiếm tự nhiên là những kết quả truy vấn được tính toán hoàn toàn bằng thuật toán và không bị ảnh hưởng bởi các khoản thanh toán của nhà quảng cáo. Chúng được phân biệt với nhiều loại kết quả được tài trợ khác nhau, bao gồm các quảng cáo trực tuyến theo hình thức trả tiền cho mỗi lần nhấp chuột, kết quả mua sắm hoặc các kết quả khác mà công cụ tìm kiếm được trả tiền để hiển thị hoặc nhận tiền khi có người nhấp vào kết quả đó.

## Bối cảnh
Các công cụ tìm kiếm như Google, Yahoo!, Bing và Sogou chèn quảng cáo vào trang kết quả của công cụ tìm kiếm. Theo luật pháp Hoa Kỳ, quảng cáo phải được phân biệt với kết quả tự nhiên. Điều này được thực hiện thông qua sự khác biệt về màu nền, văn bản, màu liên kết và/hoặc vị trí trên trang. Tuy nhiên, một cuộc khảo sát năm 2004 cho thấy phần lớn người dùng công cụ tìm kiếm không thể phân biệt được hai loại kết quả này.
Vì rất ít người dùng thông thường (38% theo Pew Research Center) nhận ra rằng nhiều "kết quả" có thứ hạng cao trên trang kết quả tìm kiếm (SERP) thực chất là quảng cáo, ngành tối ưu hóa công cụ tìm kiếm (SEO) đã bắt đầu phân biệt giữa quảng cáo và kết quả tự nhiên.
Quan điểm chung của người dùng là tất cả các kết quả đều là "kết quả tìm kiếm". Vì vậy, thuật ngữ "tự nhiên" (organic) đã được tạo ra để phân biệt kết quả tìm kiếm không phải quảng cáo với quảng cáo. Thuật ngữ này đã được sử dụng ít nhất từ năm 2004.
Do sự phân biệt này quan trọng (và vì từ "organic" có nhiều nghĩa ẩn dụ), thuật ngữ này hiện được sử dụng rộng rãi trong ngành tối ưu hóa công cụ tìm kiếm và tiếp thị web. Tính đến tháng 7 năm 2009, thuật ngữ "tìm kiếm tự nhiên" đã trở nên phổ biến không chỉ trong ngành tiếp thị web chuyên biệt mà còn được sử dụng rộng rãi bởi Google (ví dụ như trên trang Google Analytics).
Google tuyên bố rằng người dùng của họ nhấp vào kết quả tìm kiếm tự nhiên thường xuyên hơn so với quảng cáo, về cơ bản phản bác lại nghiên cứu đã được trích dẫn ở trên. Một nghiên cứu của Google năm 2012 cho thấy 81% lượt hiển thị quảng cáo và 66% lượt nhấp vào quảng cáo xảy ra khi không có kết quả tìm kiếm tự nhiên tương ứng trên trang đầu tiên.
Nghiên cứu cũng chỉ ra rằng người tìm kiếm có thể có xu hướng né tránh quảng cáo, trừ khi quảng cáo đó phù hợp với nhu cầu hoặc ý định người dùng.
Báo cáo này và nhiều nghiên cứu khác từ năm 1997 của Pew cho thấy người dùng thường tránh nhấp vào các "kết quả" mà họ biết là quảng cáo.
Theo một nghiên cứu của Chitika vào tháng 6 năm 2013, 9 trên 10 người tìm kiếm không xem tiếp trang thứ hai của kết quả tìm kiếm tự nhiên trên Google, một tuyên bố thường được ngành tối ưu hóa công cụ tìm kiếm (SEO) trích dẫn để biện minh cho việc tối ưu hóa trang web nhằm đạt thứ hạng cao trong tìm kiếm tự nhiên.
SEO tự nhiên là việc sử dụng các chiến lược hoặc công cụ nhất định để nâng cao thứ hạng của nội dung trang web trong kết quả tìm kiếm "miễn phí".
Người dùng có thể chặn quảng cáo trong kết quả tìm kiếm và chỉ hiển thị kết quả tự nhiên bằng cách sử dụng các tiện ích mở rộng và plugin trình duyệt. Các trình duyệt khác có thể có những công cụ khác để chặn quảng cáo.
Tối ưu hóa công cụ tìm kiếm tự nhiên là quá trình cải thiện thứ hạng của trang web trong kết quả tìm kiếm tự nhiên.